# Sembadak
Sembadak is een bestuurslaag in het regentschap Ogan Ilir van de provincie Zuid-Sumatra, Indonesië. Sembadak telt 922 inwoners (volkstelling 2010).